# Agrias frontina
Agrias frontina är en fjärilsart som beskrevs av Hans Fruhstorfer 1895. Agrias frontina ingår i släktet Agrias och familjen praktfjärilar. Inga underarter finns listade i Catalogue of Life.